# Hermann Wolff
Hermann Wolff, född 4 september 1845 i Köln, död 3 februari 1902 i Berlin, var en tysk konsertagent och tonsättare. Han var far till dirigenten Werner Wolff (1883–1961).
Efter att ha varit redaktör för musikaliska facktidskrifter inrättade Wolff 1881 en konsertagentur i Berlin, som snart blev Tysklands största och främsta. Han utövade härigenom ett inte ringa inflytande på tyskt musikliv; hans namn nämns ofta i tysk musikhistoria, så mycket mer som han personlig stod berömda musiker nära (bland andra Hans von Bülow, Anton Rubinstein och Teresa Carreño. Wolff var också verksam som tonsättare.